# Jegenyefenyő-rizike
A jegenyefenyő-rizike (Lactarius salmonicolor) a galambgombafélék családjába tartozó, Európában honos, jegenyefenyő alatt termő, ehető gombafaj.

## Megjelenése
A jegenyefenyő-rizike kalapja 3-10 cm széles, alakja fiatalon domború, majd hamar kiterül és közepe bemélyedő, majdnem tölcséres lesz. Széle sokáig aláhajló, felszíne sima, síkos. Színe élénk baracksárga vagy okkernarancs, a szélénél koncentrikusan zónázott lehet- Az idős gombák zölden foltosak lehetnek.
Húsa kemény; színe krémszínű, amely sérülésre azonnal narancsszínűre változik, majd kb. egy óra múlva narancsbarna, borbarna lesz. Narancsvörös tejet ereszt. Íze enyhe, szaga kellemes.
Közepesen sűrű lemezei kissé lefutók, a tönkhöz közel gyakran villásan elágaznak. Színük megegyezik a kalapéval, némi rózsaszínes árnyalattal; az élük világosabb.
Tönkje 3-7 cm magas és 1-2,5 cm vastag. Alakja hengeres, felülete sima. Lazacszínű vagy barackszínű, esetleg hosszanti sötétebb foltokkal. Idősen a töve zölden elszíneződhet.
Spórapora halványrózsaszín. Spórája széles elliptikus-elliptikus, felületén teljes hálózatot nem alkotó tarajok láthatók, mérete 9,5-11 x 6,5-7,5 µm. 

### Hasonló fajok
A többi rizikével (pl. vörösödőtejű rizike, lucfenyvesi rizike, ízletes rizike) téveszthető össze. 

## Elterjedése és termőhelye
Európában honos. Magyarországon ritka.
Fenyvesekben, vegyes erdőkben él jegenyefenyő alatt. Szeptembertől novemberig terem.

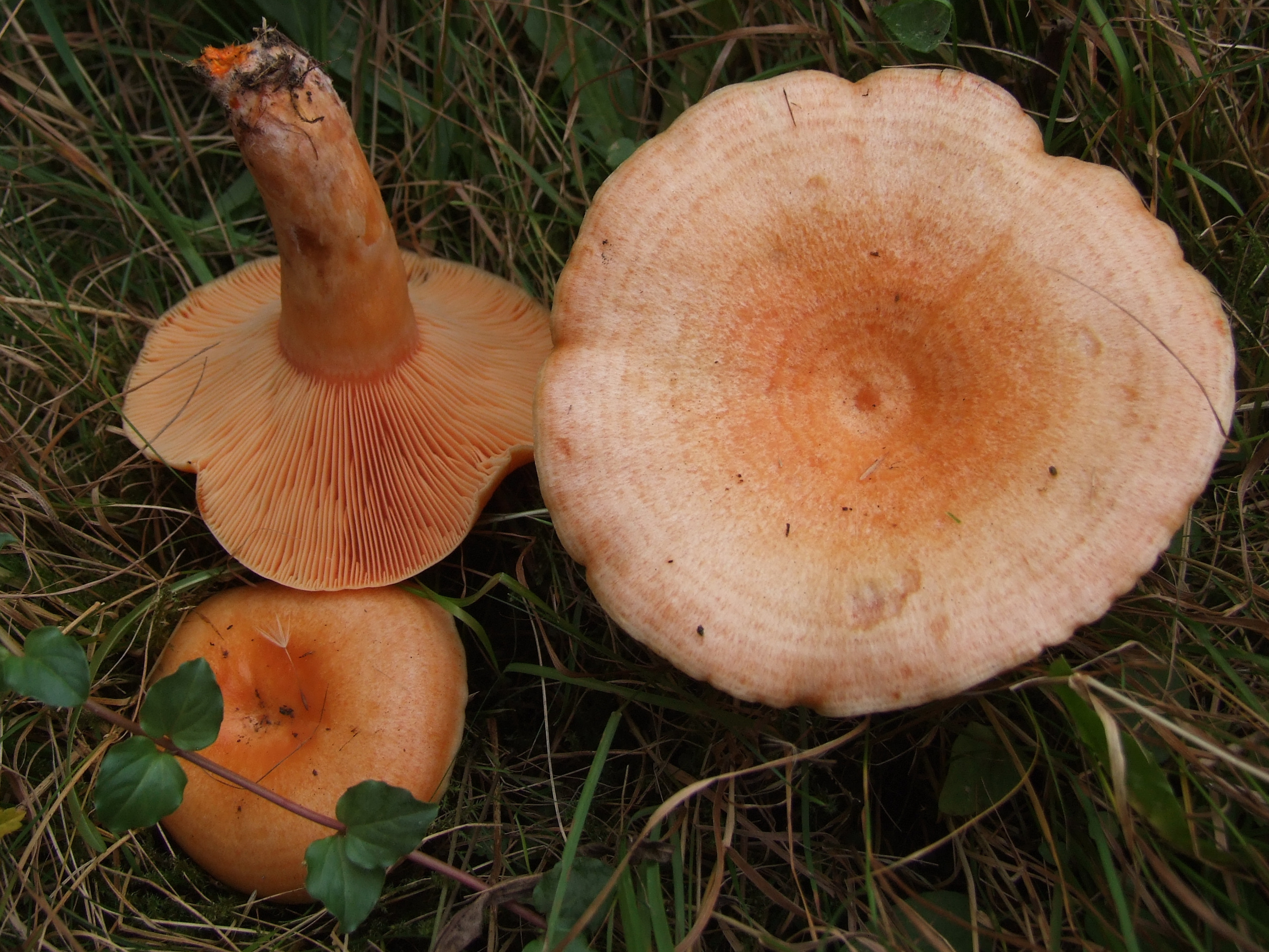
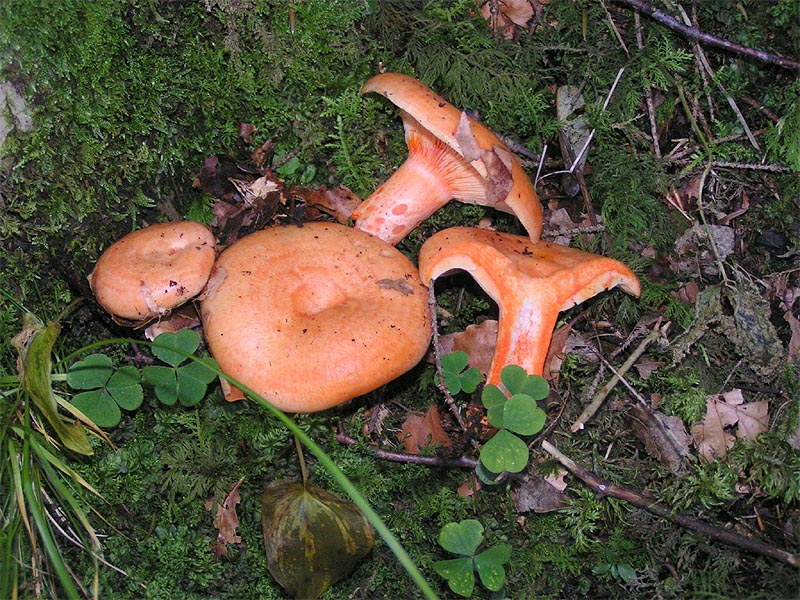
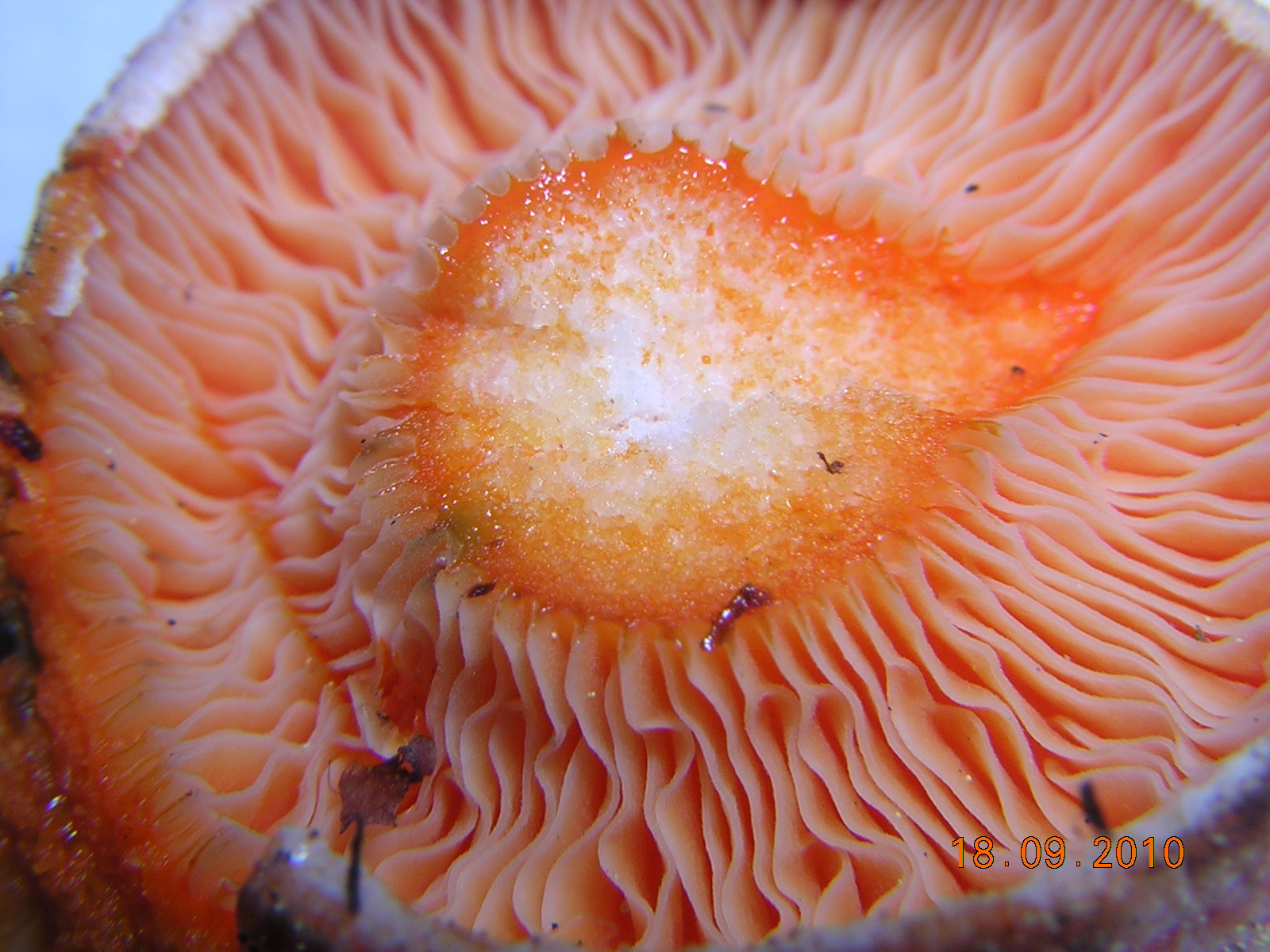
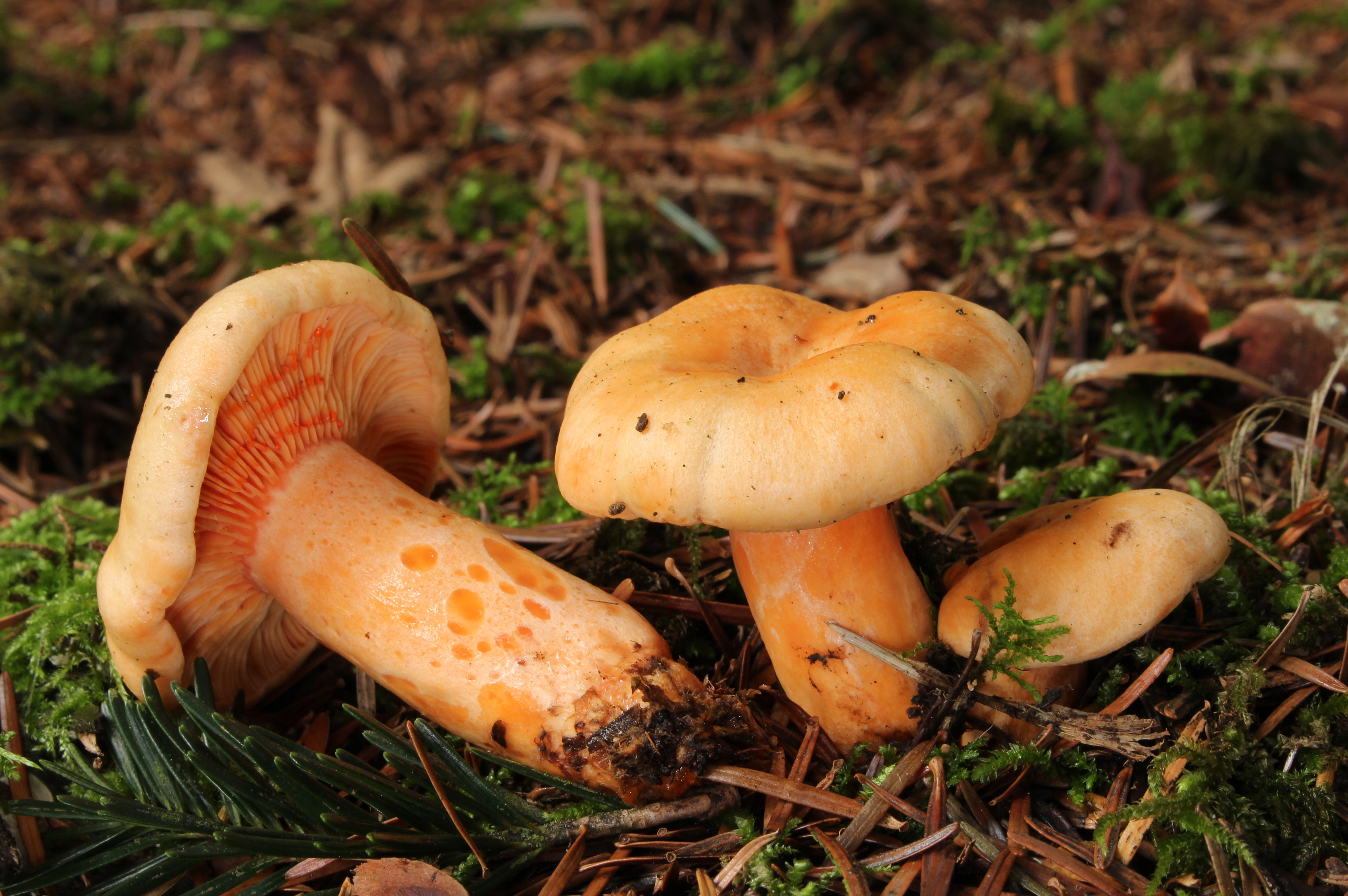
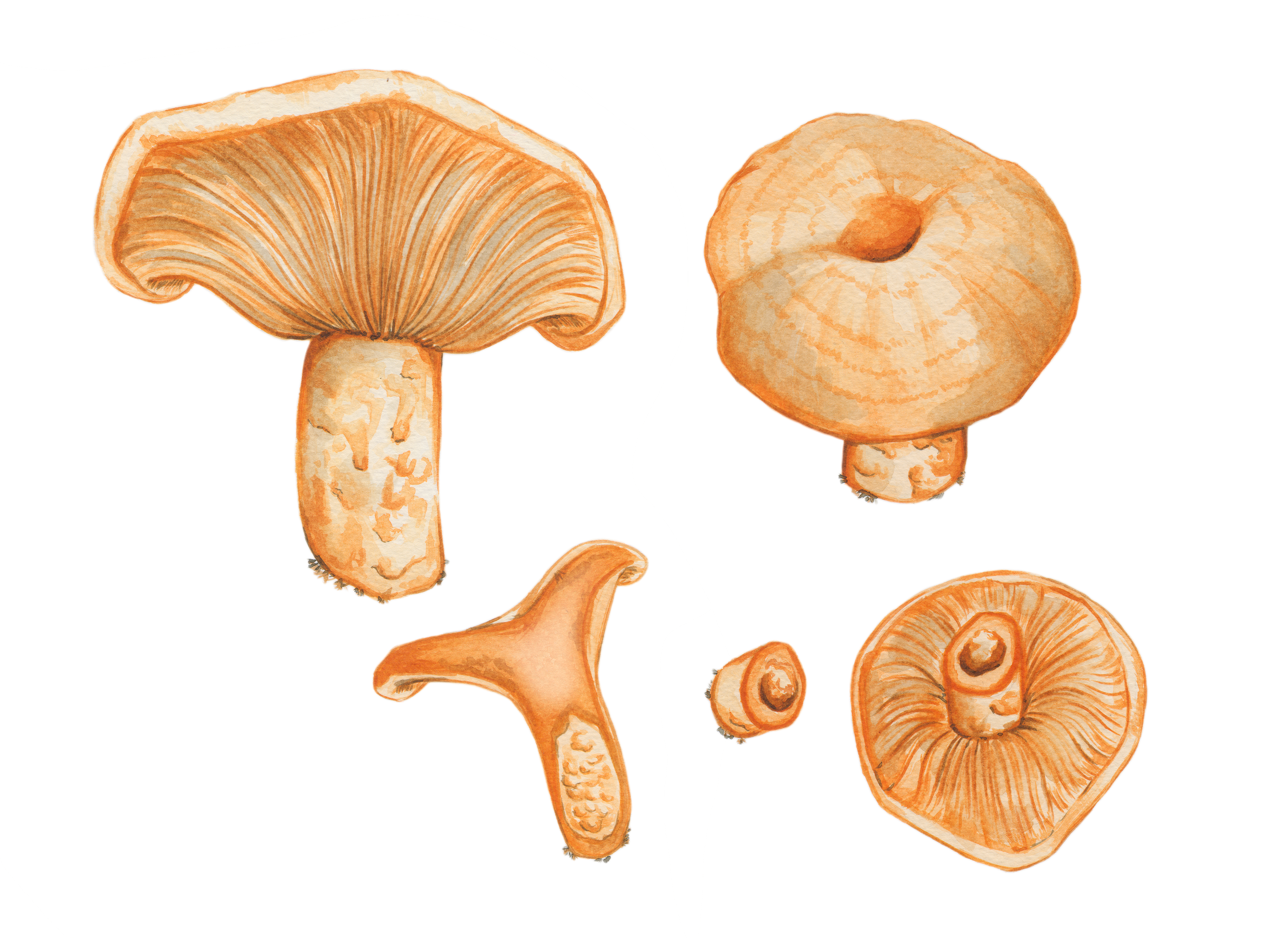

Ehető.   